# Линейни кораби тип „Тегетхоф“
Тегетхоф (на немски: Tegetthoff) са серия австро-унгарски линейни кораби от времето на Първата световна война. Създадени са за противодействие на италианските линкори в Адриатика. Всичко от проекта, за периода 1910 – 1915 г. са построени 4 единици: „Тегетхоф“ (на немски: SMS Tegetthoff), „Вирибус Унитис“ (на немски: SMS Viribus Unitis), „Принц Ойген“ (на немски: SMS Prinz Eugen) и „Сент Ищван“ (на немски: SMS Szent István)). Остават единственият тип линкори-дредноути на въоръжение в Австро-Унгария. Това са първите линейни кораби, които съвместяват в себе си триоръдейните кули с тяхното линейно-терасовидно разположение. В годините на войната, независимо от отделните им успешни операции, бойната употреба на линкорите, като цяло, е епизодично. Два от тях са потопени от италианския флот през 1918 г.: един – от атака на италиански торпедни катери, а другият е взривен от бойни плувци вече след прекратяването на бойните действия. Двата останали линкора, след края на войната, отиват в Италия и Франция, но не са приемани от тях на въоръжение, като са разкомплектовани за скрап или потопени в хода учения в началото на 1920 години.

## История на проектирането и строителството
През 1906 г. в състава на британския Кралски флот влиза „Дредноут“ – родоначалникът на корабите от нов клас. От този момент в болшинството морски държави започват да се появяват собствени проекти на линейни кораби с еднокалибрена главна артилерия. Не става изключение и Австро-Унгария. Още през февруари 1908 г. командващия австро-унгарския флот, граф Рудолф Монтекуколи, изказва мнението, че бъдещите австрийски линейни кораби трябва да имат водоизместимост не по-малка от 18 – 19 хиляди тона. Но редица бюджетни ограничения водят до това, че според програмата за 1907 г. са построени „компромисните“ линкори от типа „Радецки“, с четири 305-мм и 8 240-мм оръдия и водоизместимост от 14,5 хиляди тона.
Обаче скоро от Италия идват сведенията за това, че в тази страна е започнато строителството на първия дредноут – „Данте Алигери“, въоръжен с 12 305-мм оръдия и значително превъзхождащ по бойната си мощ линкорите от типа „Радецки“. На 5 октомври 1908 г. австро-унгарския Военноморски департамент дава проектните спецификации за нов линкор към компанията Stabilimento Tecnico Triestino („Стабилименто Текнико Триестино“) (СТТ) – основния частен доставчик на флота, а през декември същата година е обявен конкурс за най-добър проект. В същото време компанията CTT е достатъчно мощно и добре организирано предприятие със собствена инженерно-техническа база. Нейният проектен отдел, под ръководството на водещия специалист по военно корабостроене на страната – Вячеслав Зигфрид Попер, обединява най-добрите австрийски инженери-корабостроители.
Разгледани са цяла поредица проекти, различаващи се един от друг както според разположението на артилерията на главния калибър, така и според нейния състав. Така например, няколко ескизни проекта все още предполагат „двукалибреност“ на артилерията на ГК, „еднокалибрените“ проекти се различават според броя и разположението на оръдията в две- или триоръдейни кули. Едновременно със собствените конкурсни решения, австрийската делегация посещава Германия с цел да се запознае с последните виждания за конструкцията на съвременния линкор. В крайна сметка, като основополагащ, е избран проектът VIII, предвиждащ четири триоръдейни кули за главния калибър, разположени линейно-терасовидно по краищата на кораба. Изчисленията са проведени на основата на проекта за триоръдейна установка на завода „Шкода“, интензивно занимаващ се с разработката на подобна конструкция от 1908 г.
Началото на строителството на австро-унгарските дредноути е планирано съгласно бюджета за 1910 г. Обаче австрийската и унгарската хазни отказват да отделят необходимите суми, позовавайки се на това, че анексия през 1908 г. на Босна и Херцеговина ляга като допълнителна тежест върху империята. Обаче при тази ситуация загубата е за най-голямото корабостроително предприятие – CTT и ред други производители на оборудването и материалите („Шкода“, „Витковиц“ и др.).
Във военнополитическите кръгове също се стремят да избегнат годишната пауза в строителството на линкорите, за да се съхрани квалификацията на корабостроителните кадри. Началникът на австро-унгарския Генерален щаб, Франц Конрад фон Хьотцендорф, предлага на императора Франц Йосиф да се построят дредноутите на кредит и, в случай ако парламентарните делегации, през следващата година, не поддържат асигнирането им, те да се продадат зад граница. Заповедта за началото на строителството на корабите е издадена преди одобряването на средствата от правителството, което е лична заслуга на главкома на ВМФ Монтекуколи, който проявява лично мъжество и упорство. Три линкора са заложени в корабостроителниците на CTT.
В ход на гласуванията за асигнирането на средствата за строителството на новите линкори Унгария заявява за своето желание да има собствен „дял в дредноутите“ и пожелава да има свой, „унгарски“, дредноут. В предградията на Фиуме на Унгария формално е предаден участък земя, където компанията „Данубиус-Шонихен-Хартман“, на базата на малката корабостроителница „Стабилименто Лазарус“, започва строителството на голям корабостроителен център. Особена точка от съглашението описва построяването на дредноута само с материали унгарско производство, „в случай, че те са в необходимото количество и качество“. Единственото изключение е направено за оръдията и бронята, доставяни от предприятията на „Шкода“ и „Витковиц“.
Названията на два от корабите са присвоени в чест на знаменити военачалници – на адмирал Вилхелм фон Тегетхоф, победителя при Лиса (SMS Tegethoff), принц Евгений Савойски (SMS Prinz Eugen). Главният кораб на серията, SMS Viribus Unitis, е кръстен така от кайзера в чест на девиза на Хабсбургската монархия (на латински: Viribus Unitis – „с общи усилия“). Четвъртият линкор, също така и единственият унгарски, е наречен в чест на първия унгарски християнски крал, свети Стефан I Унгарски (SMS Szent Istvan).
Главният кораб, „Вирибус Унитис“, е спуснат на вода на 24 юни 1911 г., на 21 март 1912 г., след него последва „Тегетхоф“. На 30 ноември 1912 се състои спускането на „Принц Ойген“. „Сент Ищван“ слиза на вода едва през януари 1914 г. Всички кораби влизат в строй преди началото на войната, с изключение на „Сент Ищван“, което отчасти се обяснява с малкия опит във фирмата-строител.

## Особености на конструкцията

### Корпус и бронева защита
Към предназначените за действия в затворения басейн на Адриатическо море дредноути на Австро-Унгарския флот са предявени не много високи изисквания за скорост (20 възела). Това позволява при избора на основните характеристики на корпуса той да се ограничи със сравнително неголямо отношение на дължината към ширината (5,56). Корпусът на корабите е набран по надлъжно-напречната схема, на основата на 216 шпангоута. Тяхната номерация върви, както е и във френския флот, от двете страни на мидъл шпангоута. Величината на шпацията се различава за средната част на корабите (1220 мм) и носовия и кърмовия краища (915 мм). Корабите имат три непрекъснати палуби – горна, средна и долна и имат двойно дъно за защита от подводни взривове. При това вътрешното дъно е особено дебело (два слоя по 25 мм) и отстои от външното на 1220 мм. Това е т.нар. „бронирано дъно“ на Попер, впоследствие показало се като неефективно, особено по сравнение със системите, работещи на принципа на гасене на енергията на взрива в затворени обеми, а не от бронирана преграда.
Форщевенът има ярко изразена „таранна“ форма. Височината на надводния борд е недостатъчна (6,05 м, а при пълен товар – до 5,65 м), което обуславя високата степен на заливаемост на носа и води до зариване на корабите в насрещната вълна. В качеството на допълнителна мярка, за успокояване на напречното люлеене, корабите са оборудвани с два скулови кила.
Броневата защита на новите линкори, по същество, представлява усилена модификация на бронирането на техните предшественици – линкорите от типа „Радецки“. Корабите имат по два бронирани пояса – главен (280 мм, постепенно изтъняващ по направление към носа до 110 мм и към кърмовата траверса до 150 мм) и горен (180 – 110 мм). На кърмата главният пояс се опира в бронирана траверса с дебелина 130 мм. Вътрешното вертикално брониране на корпуса се допълва от напречни и наклонени траверси, завършващи формирането на затворения контур на вертикалното брониране на цитаделата на линкора. 280-мм пояс се затваря по носа и кърмата от траверси с дебелина 160-мм, а 180-мм пояс – от траверси с дебелина 120 мм по носа и 180 мм на кърмата. Батареята на 150-мм оръдия на средната палуба се защитава от 180-мм плочи и е прикрита отгоре от палуба от две дебелини стомана с повишена якост по 15 мм. Средната палуба е бронирана от форщевена до батареята и след това към кърмата от нея до четвъртата кула от настилка със същата дебелина (15+15 мм), а долната – само в пределите на броневата цитадела, където се състои от два стоманени листа (18+18 мм) в плоската част и два листа (18+30 мм) по скосовете. Долната палуба има защитна двуслойна настилка от стомана с повишена якост само зад пределите на цитаделата по краищата – 18+25 мм на носа и 18+30 мм на кърмата.
Кулите на главния калибър са защитени, като цяло, много надеждно. Барбетите и бордовете на кулите са прикрити от 280-мм плочи, челото на кулите от 200-мм. Наклонените листове на покрива имат дебелина 150-мм, а плоските – 60 мм. Бойните рубки са прикрити отстрани с 250 – 280-мм плочи, в същото време техните плоски покриви имат защита от два стоманени листа с дебелина само 60 мм (30+30 мм), а кърмовата рубка даже от два по 25 мм. Бордовите командно-далекомерни постове на спомагателната артилерия са бронирани от 180-мм плочи по страните и отгоре са прикрити от 40-мм покрив. Наблюдателните калпаци на бойните рубки и бордовите постове са изпълнени от лята круповска стомана от 30 мм.
Главният недостатък на линкорите от типа „Вирибус Унитис“ става слабостта на противоторпедната защита (идеята за борба с подводния взрив с помощта на броневи прегради, а не гасящи енергията затворени обеми се оказва порочна в основата си), следствие на което е гибелта на два от корабите („Сент Ищван“ и „Вирибус Унитис“ от италианските торпедни катери и бойни плувци съответно).

### Енергетична установка
На първите три кораба енергетичната установка е четиривална, представена от директно задвижващи турбини на „Парсънс“ построени от СТТ, работещи на четири вала и 12 котела „Яроу“. Унгарския събрат „Сент Ищван“ коренно се отличава по всичките компоненти на ЕУ. Корабът е двувален, винтовете се привеждат в движение от два турбоагрегата система „Къртис-АЕГ“. Парата се произвежда в дванадесет котела „Бабкок енд Уилкокс“. Всичките компоненти на двигателната установка на „Сент Ищван“ са произведени от будапещския завод „Ханц и К°— Данубиус“.
На ходовите изпитания всички линкори построени от CTT с малко не достигат до проектните 20,5 възела, показвайки скорости в диапазона от 20,28 до 20,41 възела. Изпитанията на „Сент Ищван“, във връзка с военното време, не са провеждани.

### Въоръжение
Главният калибър на линейните кораби от типа „Вирибус Унитис“ съставляват 12 305-мм 45 калибрени оръдия образец 1910 г. Оръдията се произвеждат от фирмата „Шкода“ в Пилзен. Всяко оръдие е снабдено с хоризонтално-клинов затвор и има пълно тегло 54,25 т. Огънят се води с 450-кг снаряди с начална скорост 800 м/с, разчетната бронепробиваемост по круповска цементирана броня съставлява 1065 мм при дулото, или 470 мм на дистанция от 35 кабелтови. За първи път оръдията от дадения вид са използвани при предшестващия тип линейни кораби – типа „Радецки“.
Артилерията на ГК е разположена в четири триоръдейни кули, по две на носа и кърмата, разположени линейно-терасовидно. Такъв род разположение е заимствано от американските дредноути от типа „Мичиган“ – дадената схема позволява да се направи линкора по-компактен. Диапазонът на ъглите на възвишение съставлява от – 4° до +20°, разчетната скорост на стрелбата – 2 изстрела в минута – е достигната фактически, чрез интензивни тренировки на личния състав.
На корабите има два калибъра спомагателна артилерия: дванадесет 150-мм 50-калибрени оръдия предназначени и за воденето на огън в ескадрен бой и 18 66-мм/50 оръдия служещи само като противоминни, ценността на последните, като оръжие за отразяване на атаките на миноносците е невисока, като следствие, техния брой, в хода на войната, е намален до 10 – 12 единици. На покривите на 305-мм кули, започвайки от 1915 – 1916 г., са поставени няколко 66-мм зенитни оръдия. Зенитните оръдия са поставени на лафети, по-рано предназначени за монтаж на тренировъчни оръдия.
Артилерийското въоръжение се допълва от четири подводни торпедни апарата с калибър 533 мм.
Управлението на огъня на ГК се осъществява с помощта на далекомери на фирмата „Бар енд Страуд“ (база 3658 мм), поставени в бронирани 30-мм кожуси на покривите на двете бойни рубки. Освен това, всяка 305-мм кула има свой собствен 9-футов (2,7 м) далекомер, поставен в кожух от 30-мм противоосколъчна броня. 150-мм оръдия са снабдени с 2,7-м далекомери „Бар и Страуд“ в бронирани рубки.

## История на службата
В довоенния период службата на новите линкори се отличава с рутинност. През пролетта на 1914 г. „Вирибус Унитис“ и „Тегетхоф“ в съпровождение на додредноута „Зриня“ извършват своя първи и единствен далечен поход в Източното Средиземноморие. След убийството, на 28 юни 1914 г. в Сараево, на ерцхерцога Франц Фердинанд и негова жена „Вирибус Унитис“ доставя техните тела в Триест.
С началото на Първата световна война трите влезли в строй линкора от типа „Вирибус Унитис“ са сведени в първа ескадра линкори (втората е съставена от три единици на типа „Радецки“). На 7 август 1914 г. тези две ескадри излизат в морето за планираното прикритие на пробива на германския линеен крайцер „Гьобен“ (SMS Goeben) и лекия крайцер „Бреслау“ (SMS Breslau) за Истамбул, но са отзовани скоро след получаването на съобщението за това, че германските кораби благополучно са преминали нос Матапан.
На 24 май 1915 г., в деня на встъпването на Италия във войната против Австро-Унгария, 1-ва ескадра обстрева бреговите съоръжения на италианците при Анкона, което има голямо морално значение. Италианският морски щаб се лишава от каквито и да е крупни инициативи по море до самия край на войната. Впрочем, същото може да се каже и за австро-унгарските дредноути, към които, през ноември 1915 г., се присъединява „Сент Ищван“. Като цяло те се използват крайно рядко и основно стоят на котва в заливите на Пула.
На 10 юни 1918 г., по време на операцията по пробива на Отрантския противолодъчен бараж от италианския торпеден катер MAS 15 е потопен „Сент Ищван“. Загиват 89 души от екипажа.
На 31 октомври 1918 г., в хода на разпада на Австро-Унгария като единна държава, на палубите на корабите на бившия Австро-Унгарски флот са спуснати флаговете, след което флотът преминава в разпореждане на Югославския Национален Съвет. На същия ден флагманският кораб на бившия флот, „Вирибус Унитис“ отива на дъното в залива на Пола в резултат на диверсия, дело на италианските бойни плувци Р. Розети и Р. Паолучи, които поставят мини към борда на линкора. Янко Вукович Подкапелски, капитан 1 ранг, по съвместителство и командващ новия югославски флот, се отказва да напусне кораба и загива заедно с него, разделяйки съдбата на почти 400 души от екипажа. Въпросът за това, знаели ли ли са италианците, че те планират да взривяват фактически не линкор на противника, а кораб от съвсем друг флот, си остава открит и до днес.
Според условията на Версайския мирен договор бойните кораби от флотовете на Централните държави се предават на страните-победители.
„Тегетхоф“ е предаден на Италия, като е разкомплектован за метал в периода 1924 – 1925 г. „Принц Ойген“, предаден на Франция, се използва за опити по бомбардировка на кораб по въздуха и обстрел с артилерия голям калибър от френските линкори. Потопен е от артилерийския огън на линкорите на френската Средиземноморска ескадра на 28 юни 1922 г.

## Представители
| Название                                | Корабостроителница                                                        | Заложен              | Спуснат на вода    | Приемане във флота  | Изваждане от състава на флота/гибел | Съдба                                                                        |
| --------------------------------------- | ------------------------------------------------------------------------- | -------------------- | ------------------ | ------------------- | ----------------------------------- | ---------------------------------------------------------------------------- |
| „SMS Viribus Unitis“ („Вирибус Унитис“) | Stabilimento Tecnico Triestino („Стабилименто Текнико Триестино“), Триест | 24 юли 1910 г.       | 24 юни 1911 г.     | 5 декември 1912 г.  | 1 ноември 1918 г.                   | Потопен в Пула от италиански бойни плувци                                    |
| „SMS Tegetthoff“ („Тегетхоф“)           | STT, Триест                                                               | 24 септември 1910 г. | 21 март 1912 г.    | 21 юли 1913 г.      | 1924 – 1925 г.                      | Преданден на Италия, разкомплектован за метал                                |
| „SMS Prinz Eugen“ („Принц Ойген“)       | STT, Триест                                                               | 16 януари 1912 г.    | 30 ноември 1912 г. | 17 юли 1914 г.      | 28 юни 1922 г.                      | Потопен като мишена по време на учения на френската Средиземноморска ескадра |
| „SMS Szent István“ („Сент Ищван“)       | Danubius, Фиуме                                                           | 29 януари 1912 г.    | 17 януари 1914 г.  | 13 декември 1915 г. | 10 юни 1918 г.                      | Потопен от италианския торпеден катер MAS-15                                 |

## Коментари
1. ↑  В литературата се среща и като „Линейни кораби тип „Вирибус Унитис““ (нем. Viribus-Unitis-Klasse).
2. ↑  SMS – Seiner Majestät Schiff – нем. „Кораб на Негово Величество“